# Rašćane
Rašćane jsou vesnice v Chorvatsku ve Splitsko-dalmatské župě. Je součástí města Vrgorac, od něhož se nachází asi 20 km severozápadně. V roce 2021 zde trvale žilo 107 obyvatel. Nejvíce obyvatel (1 483) zde žilo v roce 1910. Současné sídlo vzniklo roku 2001 spojením dvou vesnic Rašćane Donje a Rašćane Gornje.
Vesnicí prochází státní silnice D62. Blízko též prochází dálnice A1. Sousedními vesnicemi jsou Kozica a Župa.

## Sousední sídla
| Růžice kompasu | Župa Srednja Župa | Krstatice | Slivno          | Růžice kompasu |
| Růžice kompasu |                   | Sever     | Poljica Kozička | Růžice kompasu |
| Růžice kompasu | Rašćane           |           | Poljica Kozička | Růžice kompasu |
| Růžice kompasu | Jih               |           | Poljica Kozička | Růžice kompasu |
| Růžice kompasu | Podgora           |           | Kozica          | Růžice kompasu |